# Мокляківська сільська рада
Мокляківська сільська рада — колишня адміністративно-територіальна одиниця та орган місцевого самоврядування у Ємільчинському районі Коростенської і Волинської округ, Київської й Житомирської областей Української РСР та України з адміністративним центром у с. Мокляки.

## Населені пункти
Сільській раді підпорядковані населені пункти:
- с. Мокляки
- с. Аполлонівка
- с. Кам'яногірка

## Населення
Кількість населення ради, станом на 1923 рік, становила 1 940 осіб, кількість дворів — 373.
Кількість населення сільської ради, станом на 1924 рік, становила 2 043 особи.
Відповідно до результатів перепису населення СРСР, кількість населення ради, станом на 12 січня 1989 року, становила 882 особи.
Станом на 5 грудня 2001 року, відповідно до перепису населення України, кількість мешканців сільської ради становила 742 особи.

## Склад ради
Рада складається з 12 депутатів та голови.

### Керівний склад сільської ради
| ПІБ                           | Основні відомості                                                    | Дата обрання | Дата звільнення |
| ----------------------------- | -------------------------------------------------------------------- | ------------ | --------------- |
| Коваленко Валентина Василівна | Сільський голова, 1968 року народження, освіта, позапартійна         | 26.03.2006   | 31.10.2010      |
| Коваленко Валентина Василівна | Сільський голова, 1952 року народження, освіта, член народної партії | 31.10.2010   |                 |

Примітка: таблиця складена за даними джерела

## Історія
Створена 1923 року в складі сіл Мокляки, Хутір-Мокляківський та колонії Нова Софіївка Емільчинської волості Новоград-Волинського повіту Волинська губернія. 7 березня 1923 року включена до складу новоствореного Емільчинського (згодом — Ємільчинський) району. У 1941 році в с. Хутір-Мокляки утворено окрему Хутір-Мокляківську сільську раду. Станом на 1 жовтня 1941 року кол. Нова Софіївка не перебувала на обліку населених пунктів.
Станом на 1 вересня 1946 року сільська рада входила до складу Ємільчинського району Житомирської області, на обліку в раді перебувало с. Мокляки.
2 вересня 1954 року, відповідно до рішення Житомирського облвиконкому № 1087 «Про перечислення населених пунктів в межах районів Житомирської області», раді підпорядковано с. Аполлонівка Нараївської сільської ради Ємільчинського району. 16 вересня 1960 року, відповідно до рішення Житомирського облвиконкому № 960 «Про уточнення обліку населених пунктів області», взято на облік новоутворений населений пункт с. Кам'яногірка.
На 1 січня 1972 року сільська рада входила до складу Ємільчинського району Житомирської області, на обліку в раді перебували села Аполлонівка, Кам'яногірка та Мокляки.
Ліквідована 14 листопада 2017 року через об'єднання до складу Ємільчинської селищної територіальної громади Ємільчинського району Житомирської області.